# Grewia henryi
Grewia henryi är en malvaväxtart som beskrevs av Karl Ewald Maximilian Burret. Grewia henryi ingår i släktet Grewia och familjen malvaväxter. Inga underarter finns listade i Catalogue of Life.